# ارئولا پاهالاگاما
ارئولا پاهالاگاما (به لاتین: Ereula Pahalagama) یک منطقهٔ مسکونی در سری‌لانکا است که در استان مرکزی (سری‌لانکا) واقع شده‌است.